# Алаша
Алаша (каз. алаша) — одно из родов алшынов. Байулы (дословно — «потомки богатых») — племенной союз, включавший в себя 12 «руу» (родов): Ысык, Таз, Адай, Алтын, Алаша, Байбакты, Берш, Жаппас, Кызылкурт, Есентемир, Маскар, Шеркеш, Тана.
Родовой клич: Байбарак!
Численность байулы в 1897 г. по данным сельскохозяйственной переписи составляло 600 тыс. человек (около 16,2 % казахов в Российской империи).
Племя Алаша присутствует также у туркменов и крымских татар.

## Подразделения Алаша
Алаша подразделяются на следующие подроды: малбасар, жайлау, алтыбас, шотқара, тоқбас(токпас), ақберлі, атымыс, сары, қожамберлі, құдайберді, көбек, байбарақ, жомарт, қарабатыр, малқара, мәмбет, ботпанай, байдаулет, байсеу, қойсары, есназар, қойдықұл, түкі, қожағұл, малай, тоғай, маймақ, досай (босай), бөкес, аталық, қозыбек, әйтімбет, қарабұра, божан, барамық, көбілей, тоқберлі, қоңырбөрік, жабу, мәлке, баймырза, олжай, ақпан, кенжекара, рамбай, борши, дербіс, қара, култай (елбол), аукетай, тәріске, түгел, байғабыл (бекназар), зорым.

## История происхождения
Имеются версии о связи племени Алаша с древним династическим тюркским родом Ашина ввиду того, что другим параллельным названием Алаша считается Алшын. Однако некоторые под Алшын подразделяют либо племенную группу Байулы либо союз всех племен Младшего жуза. Более менее доказанным считается связь между древним родом Ашина и нынешним казахским племенем Алшын. Заставляет также задуматься наличие в казахской культуре преданий и мифов о легендарном хане Алаша, мавзолей которого находится в Центральном Казахстане, недалеко от могилы Джучи, сына Чингизхана.
Есть также предположение, что Алаша являются потомками древнего народа халадж, жившего в Средней Азии.
По ещё одной версии представители Младшего жуза, и в том числе Алаша, являются потомками Аланов.
В русских летописях род Алаша упоминается как Улашевичи. В Слове о полку Игореве пишется, что Улашевичи взяли в плен Владимира, сына князя Игоря.
Байулы наряду с алимулы представляют собой одно из двух крупных родоплеменных групп в составе алшынов. Рядом авторов аргументирована точка зрения о тождестве алшынов и алчи-татар, живших в Монголии до XIII в. Согласно шежире, приводимому Ж. М. Сабитовым, все алшынские роды в составе байулы и алимулы происходят от Алау из племени алшын, жившего в XIV в. во времена Золотоордынского хана Джанибека.
Судя по гаплогруппе R1b-Z2103, выявленной в том числе и у алаша, прямой предок алшынов по мужской линии происходит родом с Восточной Азии (близка Иранцам. Генетически племенам алимулы и байулы, за исключением алаша из народов Центральной Азии наиболее близки баяты, проживающие в аймаке Увс на северо-западе Монголии.

## География расселения
В 1801 году Букей хан переселил часть казахов Младшего Жуза, в том числе и некоторая часть Алаша (например, Токбас Алаша), на правый берег Урала и создал там Букеевское ханство (Внутренняя Орда).
В настоящее время люди рода Алаша живут в основном на территориях Западно-Казахстанской, Мангистауской и Атырауской и частично Кызылординской и Актюбинской областей Казахстана.
На Западном Саяне есть река Алаша, приток Енисея, и по предположению Н.Аристова, эти места являются прародиной рода Алаша.

## Известные люди
- Сакен Гумаров — художник-аттрактивист.
- Молданияз Бекимов — казахский этнограф, переводчик.
- Нажимеденов Жумекен — один из авторов государственного гимна РК.
- Гарифулла Курмангалиев — певец, композитор, народный артист Республики Казахстан.
- Эрик Курмангалиев - певец, контратенор.
- Сабыр Сарыгожин — генерал-майор российской царской армии.
- Жаксыгулов Садык Шакелович — участник ВОВ, Герой Советского союза.
- Жантлеуов, Кали — домбрист, Народный артист Казахстана.
- Жумалиев, Кажым — писатель, учёный-филолог.
- Елешев Рахимжан — академик Академии наук Казахстана.
- Данияр Елеусинов — чемпион олимпийских игр по боксу.
- Сибағат (Сиғуатолла) Мәкәрімұлы — религиозный деятель.
- Исатай Нәсекенұлы Кенжалиев (1927—2011) — учёный-историк, писатель, автор многочисленных трудов, посвященных восстаниям Махамбета Утемисова, Исатай-батыра, Сырыма Датова, а также исследовавших труды композиторов Курмангазы Сагырбаева и Дины Нурпеисовой.
- Туркебаев Сеил — предводитель Уральско-Тургайского восстания 1869 года.
- Шарипов Балтабай Ергалиевич (1942—2005) — заслуженный врач РК.
- Жароков Таир — поэт, писатель, общественный деятель.
- Джахар-Али Кажмуханов — чемпион Казахстана по кикбоксингу.
- Қайырғалиев Мәжит Қайырғалиұлы — журналист, поэт, писатель, бывший главный редактор газеты «Орал өңірі», обладатель ордена «Курмет».
- Нуртасов Гайнулла (1927—2011) — ветеран тыла, первый врач Казахстана, удостоенный ордена Ленина (за заслуги в борьбе с туберкулезом в Кызылординской области).
- Нұрхат Сабыр - художник-постановщик, режиссер, сценарист, монтажер.

Жайсаң Ақбай (1927-н.в)— писатель.